# Tsurayuki (cràter)
Tsurayuki és un cràter d'impacte en el planeta Mercuri de 83 km de diàmetre. Porta el nom de l'escriptor japonès Ki no Tsurayuki (872-945), i el seu nom va ser aprovat per la Unió Astronòmica Internacional el 1976.